# 철문 (다뉴브강)

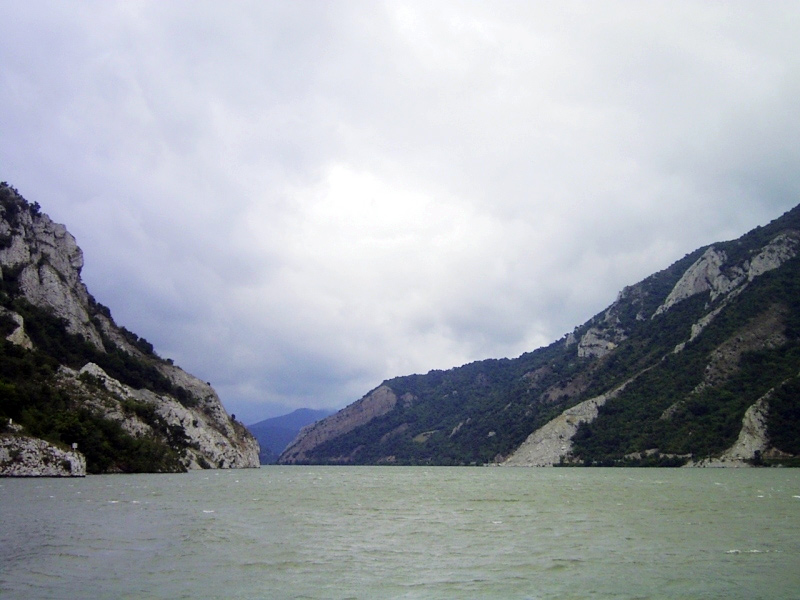
다뉴브강에서 본 철문

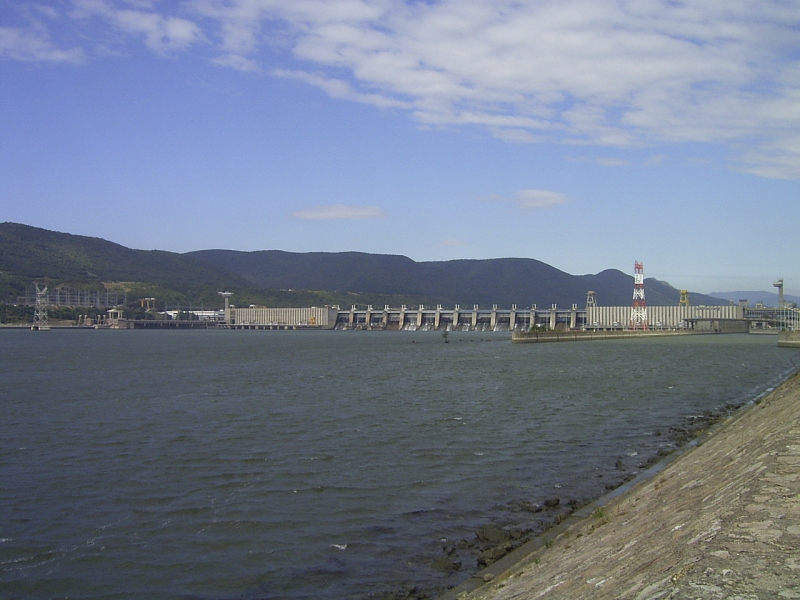
철문에 설치된 댐

철문(루마니아어: Porţile de Fier 포르실레 데 피에르[*], 세르비아어: Ђердапска клисура / Đerdapska klisura 제르답스카 클리수라, 헝가리어: Vaskapu 버슈커푸[*], 슬로바키아어: Železné vráta 젤레즈네 브라타, 튀르키예어: Demirkapı 데미르카프[*], 독일어: Eisernes Tor 아이제르네스 토어[*], 불가리아어: Железни врата 젤레즈니 브라타)은 루마니아와 세르비아 사이에 위치한 다뉴브강의 협곡으로 전체 길이는 134km이다.
루마니아와 세르비아 국경을 형성하며 남쪽은 루마니아에, 북쪽에는 세르비아에 위치한다. 다뉴브강의 지류 가운데 하나로서 발칸산맥의 북서쪽 산기슭과 카르파티아산맥 남부를 갈라놓는다. 루마니아령 철문은 철문 자연 공원의 일부를 형성하며 세르비아령 철문은 제르다프 국립공원의 일부를 형성한다.
기원전 13,000년부터 5,000년 사이에 철문 유역에 중석기 문명이 형성되었다. 원래 이 곳은 급류가 흐르는 곳이어서 항행과 수운에 어려움이 있었지만 19세기 말에 운하가 건설되면서 항행과 수운이 가능해졌다. 1964년부터 유고슬라비아와 루마니아 양국 정부가 공동으로 댐 건설을 시작했으며 1972년에 준공된 수력 발전소 2개와 수문 2개가 가동 중에 있다. 수력 발전소의 전력 생산 규모는 총 2,484MW에 달한다.

## 같이 보기
- 장강삼협